# Growing Pains (album)
Pour les articles homonymes, voir Growing Pains.
Albums de Mary J. Blige
The Breakthrough
(2005) Stronger with Each Tear
(2009)
Singles
1. Just Fine
Sortie : 16 octobre 2007
2. Work That
Sortie : 18 décembre 2007
3. Stay Down
Sortie : 18 mars 2008

Growing Pains est le huitième album studio de Mary J. Blige, sorti le 18 décembre 2007.
L'album s'est classé 1er au Billboard 200, au Top R&B/Hip-Hop Albums et au Top Internet Albums et a été certifié disque de platine par la Recording Industry Association of America (RIAA) le 26 janvier 2011.
En 2009, Mary J. Blige a remporté le Grammy Award du « meilleur album RnB contemporain » pour cet opus.

## Liste des titres
| No  | Titre                            | Auteur                                                        | Contient un (des) sample(s) de | Durée |
| --- | -------------------------------- | ------------------------------------------------------------- | ------------------------------ | ----- |
| 1.  | Work That                        | Mary J. Blige, Theron Otis Feemster, Sean Garrett             |                                | 3:30  |
| 2.  | Grown Woman (featuring Ludacris) | Blige, Dejion Madison, Christopher Bridges, Terius Nash       |                                | 4:05  |
| 3.  | Just Fine                        | Blige, Nash, Christopher « Tricky » Stewart, Phalon Alexander |                                | 4:02  |
| 4.  | Feel Like a Woman                | Blige, Feemster, Nash                                         |                                | 4:02  |
| 5.  | Stay Down                        | Blige, Johnta Austin, Bryan-Michael Cox                       |                                | 4:22  |
| 6.  | Hurt Again                       | Mary J. Blige, Andre Harris, Vidal Davis, Brian Sledge        |                                | 4:08  |
| 7.  | Shake Down (featuring Usher)     | Blige, Nash, Stewart, Alexander                               |                                | 3:36  |
| 8.  | Till the Morning                 | Pharrell Williams                                             |                                | 4:17  |
| 9.  | Roses                            | Blige, Nash, Stewart                                          |                                | 4:35  |
| 10. | Fade Away                        | Blige, Shaffer Smith, Mikkel S. Eriksen, Tor Erik Hermansen   |                                | 4:15  |
| 11. | What Love Is                     | Blige, Smith, Eriksen, Hermansen                              |                                | 4:03  |
| 12. | Work in Progress (Growing Pains) | Smith, Charles Harmony                                        |                                | 4:00  |
| 13. | Talk to Me                       | Blige, Austin, Robert Wright, Eric Hudson, Verdine White      | Key to My Heart des Emotions   | 4:09  |
| 14. | If You Love Me?                  | Blige, Austin, Cox                                            |                                | 3:39  |
| 15. | Smoke                            | Smith, Reggie Perry                                           |                                | 3:10  |
| 16. | Come to Me (Peace)               | Blige, Nash, Kuk Harrell, Stewart                             |                                | 5:01  |

| 17. | Hello It's Me                     | Todd Rundgren                              | 4:07 |
| 18. | Mirror (featuring Eve)            | Blige, Nash, Stewart, Harrell, Eve Jeffers | 3:54 |
| 19. | Sleep Walkin'                     | Blige, Stewart                             | 4:24 |
| 20. | Just Fine (Moto Blanco Vox Remix) | Blige, Nash, Stewart, Alexander            | 3:46 |

## Certifications
| Pays              | Certification | Unités certifiées |
| ----------------- | ------------- | ----------------- |
| États-Unis (RIAA) | Platine       | 1 000 000         |
| Royaume-Uni (BPI) | Argent        | 60 000            |